# Bahnhof Riesa
Der Bahnhof Riesa ist eine Betriebsstelle der Bahnstrecke Leipzig–Dresden und der hier beginnenden Strecken nach Chemnitz und nach Nossen auf dem Gemeindegebiet der Großen Kreisstadt Riesa in Sachsen.
Riesa ist Systemhalt von Fernreisezügen der Deutschen Bahn in den Relationen Dresden–Frankfurt am Main und Dresden–Köln. Mehr als 3000 Menschen steigen an einem durchschnittlichen Werktag am Bahnhof ein und aus. Im Güterverkehr besteht eine Bedeutung im Verkehr zum Hafen Riesa und zu den ESF Elbe-Stahlwerken Feralpi.

## Geschichte
Im November 1838 nahm die Leipzig-Dresdner Eisenbahn (LDE) den Bahnhof Riesa zusammen mit dem Abschnitt Oschatz–Riesa der Bahnstrecke Leipzig–Dresden in Betrieb. 1844 kam das erste Empfangsgebäude hinzu. Im August 1847 wurde die Bahnstrecke Riesa–Chemnitz eröffnet, die in Richtung Süden von der vorhandenen Strecke abzweigte. Dabei wurde in Riesa ein zweiter Bahnhof errichtet, der auch ein eigenes Empfangsgebäude erhielt. 1867 wurde ein direkter Verbindungsgang zwischen den beiden Bahnhöfen gebaut. Infolge der Verstaatlichung der LDE 1876 gab man den Chemnitzer Bahnhof auf Forderung des Finanzministeriums zwischen 1879 und 1881 auf und vereinigte die beiden Bahnhöfe. Im Zuge dieser Umbaumaßnahme entstand auch das heutige Bahnhofsgebäude, und die Güterabfertigung nördlich der Personengleise. Beide Gebäude stehen unter Denkmalschutz. Das Bahnhofsgebäude der Chemnitzer Bahn ist erhalten (Bahnhofstraße 45) und ist ein Baudenkmal.
1875 und 1877 wurde der Bahnhof mit den Bahnstrecken Riesa–Elsterwerda und Riesa–Nossen verbunden. Letztere wurde 2007 offiziell stillgelegt, nachdem der Personenverkehr bereits 1998 eingestellt worden war.
1879 entstand auch der Güterbahnhof westlich des Personenbahnhofes. Für die Strecke aus/nach Chemnitz gibt es eine direkte Verbindung zum Güterbahnhof, so dass im Süden ein Gleisdreieck entstand. In dem Gleisdreieck lag seit 1891 das Bahnbetriebswerk mit einem Rundschuppen.
Von 1889 bis 1924 war der Bahnhofsvorplatz Ausgangspunkt einer meterspurigen Pferdebahn, die zum Rathausplatz führte. Aufgrund der Deutschen Inflation 1914 bis 1923 wurde diese stillgelegt und durch eine Omnibusverbindung ersetzt.
Im Mai 1970 erhielt der Bahnhof Riesa Anschluss an das elektrische Eisenbahnnetz, als die Strecke Leipzig–Dresden elektrifiziert wurde.
Ab 1973 wurden einige Form- durch Lichtsignale ersetzt.
Am 6. Dezember 1988 gegen 08.05 Uhr fuhr auf dem Bahnhof Riesa ein Arbeitszug der Deutschen Reichsbahn dem durchfahrenden Schnellzug D 971 Leipzig–Dresden in die Flanke. Dabei entgleiste die Elektrolokomotive des Schnellzugs sowie die Diesellokomotive und zwei Wagen des Arbeitszugs. Personen wurden nicht verletzt, es entstand ein Sachschaden von ca. 180.000 Mark. Ursache war das Nichtbeachten eines Halt zeigenden Signals durch den Triebfahrzeugführer des Arbeitszuges.
Der Bahnhof war Ende der 1980er der Rangklasse A in der Reichsbahndirektion Dresden zugeordnet. Rund 300 Züge täglich passierten täglich den Bahnhof. Jeweils rund 45 Züge pro Tag wurden aufgelöst bzw. neu gebildet. Monatlich wurden 48.000 Fahrkarten verkauft, 3.000 Stück Gepäck sowie 2.300 Tonnen Stück- und Expressgut behandelt. In Spitzenzeiten passierten bis zu 440 Züge pro Tag den Bahnhof.
Nachdem das Versandaufkommen im Güterbahnhof im Februar 1991 nur noch bei 25 Prozent des Vormonatswertes gelegen war, wurde der 24-Stunden-Dienst im Güterbahnhof beendet und 1993 die Nordanlage des Rangierbahnhofs stillgelegt.
Das Bahnbetriebswerk wurde 1998 geschlossen. Im Gebiet des ehemaligen Bahnbetriebswerks Riesa entstand ein neues Regenwasserauffangbecken. Der Abriss des Lokschuppens begann am 8. August und endete am 23. November 2016. Das Projekt wurde 2018 vollendet.

## Ausbau

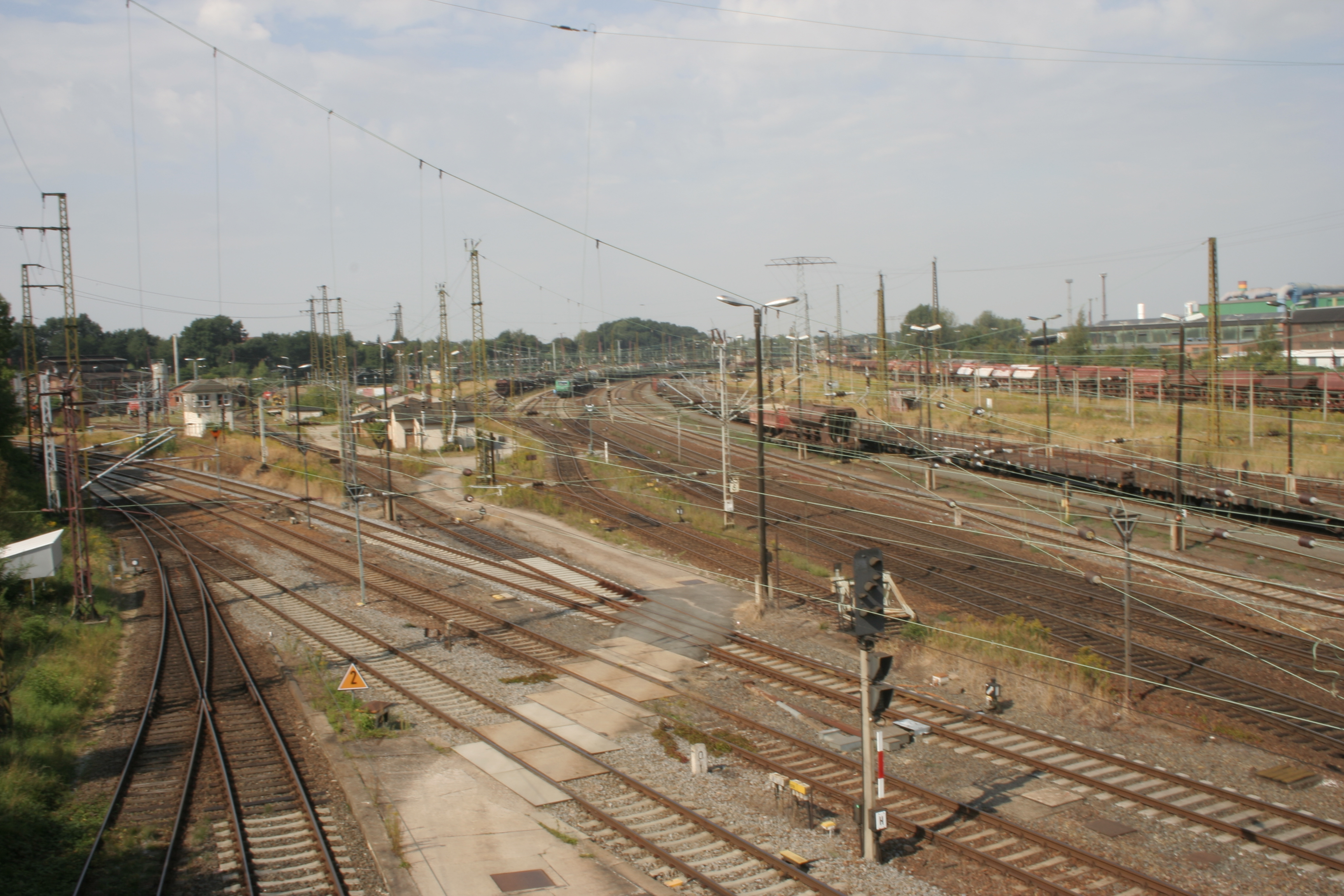
Güterverkehrsanlagen auf der Westseite des Bahnhofs (2012)

In der ersten Hälfte der 1990er Jahre war geplant, im Zuge des Ausbaus der Strecke Leipzig–Dresden Riesa südlich zu umfahren. Am 8. März 1995 wurde diese Planung verworfen und ein Ausbau des Bahnknotens Riesa (mit Geschwindigkeitseinbrüchen bis auf 100 km/h) weiterverfolgt. Im gleichen Jahr wurde die Einrichtung eines Fernbahnsteiges in Riesa neu eingeplant. Der Ausbau des Bahnhofs ist Bestandteil der dritten Baustufe des Verkehrsprojektes Deutsche Einheit Nr. 9, der mit einer Entscheidung von 2004 zurückgestellt wurde. Der Bahnhof bildet den Planfeststellungsabschnitt 1303 des Projekts, für den 2013 noch keine Entwurfsplanung vorlag. Für den Ausbau des Bahnhofs Riesa und des Abschnitts bis zum Bogendreieck Zeithain lief um 2016 die Vorplanung. Die Planung des Vorhabens (Machbarkeitsstudie und Vorplanung) wurde im Februar 2017 ausgeschrieben, die Vergabe im Juni 2017 bekanntgemacht. Vorgesehen ist eine Umgestaltung des Spurplans, die Einrichtung eines elektronischen Stellwerks mit ETCS und die Auflösung zweier Bahnübergänge. Der Planungsvertrag soll von Juli 2017 bis Dezember 2019 laufen. 2016 war die Inbetriebnahme nicht vor 2025 geplant. Inzwischen ist der Baubeginn nicht vor 2028 vorgesehen (Stand: 2020). Inzwischen ist geplant, die Entwurfsplanung 2025 abzuschließen, das Planrechtsverfahren bis Ende 2027. Die Baumaßnahmen sollen von 2029 bis 2033 laufen. Ende 2031 soll ein Digitales Stellwerk in Betrieb gehen, Ende 2033 ETCS.
Vorgesehen ist eine klare Trennung zwischen Nahverkehr (Gleis 4 und 5) und Fernverkehr (Gleis 2 und 3). Zudem wird jeweils östlich und westlich des Bahngebäudes die Bahnlinie zwischen Elsterwerda und Chemnitz enden. Der zurzeit noch genutzte Bahnsteig 1 wird dann nicht mehr genutzt. Zukünftig soll der Bahnhof mit 120 km/h durchfahren werden können. Die Bauzeit wurde mit etwa vier Jahren angegeben.
2006 war Riesa Halt des letzten Interregio-Zugpaares im Fahrplan der Deutschen Bahn zwischen Berlin und Chemnitz. Zwischenzeitlich verkehrte einmal täglich der von Netinera Deutschland betriebene Vogtland-Express, welcher wiederum 2012 eingestellt wurde.
2007 passierten etwa 300 Züge pro Tag den Bahnhof.
Im Mai 2015 wurde ein komplexer Umbau der Nordanlage europaweit ausgeschrieben und im August 2015 für 4,6 Millionen Euro vergeben.
Noch 2019 sollte eine Leistungsvereinbarung über Entwurfs- und Genehmigungsplanung des Knotenumbaus geschlossen werden. Die entsprechende Planung wurde im Februar 2022 ausgeschrieben.
Im September 2020 beantragte DB Netz den Rückbau einer Reihe von Gleisen und Weichen im südlichen Bahnhofsbereich.

## Anlage

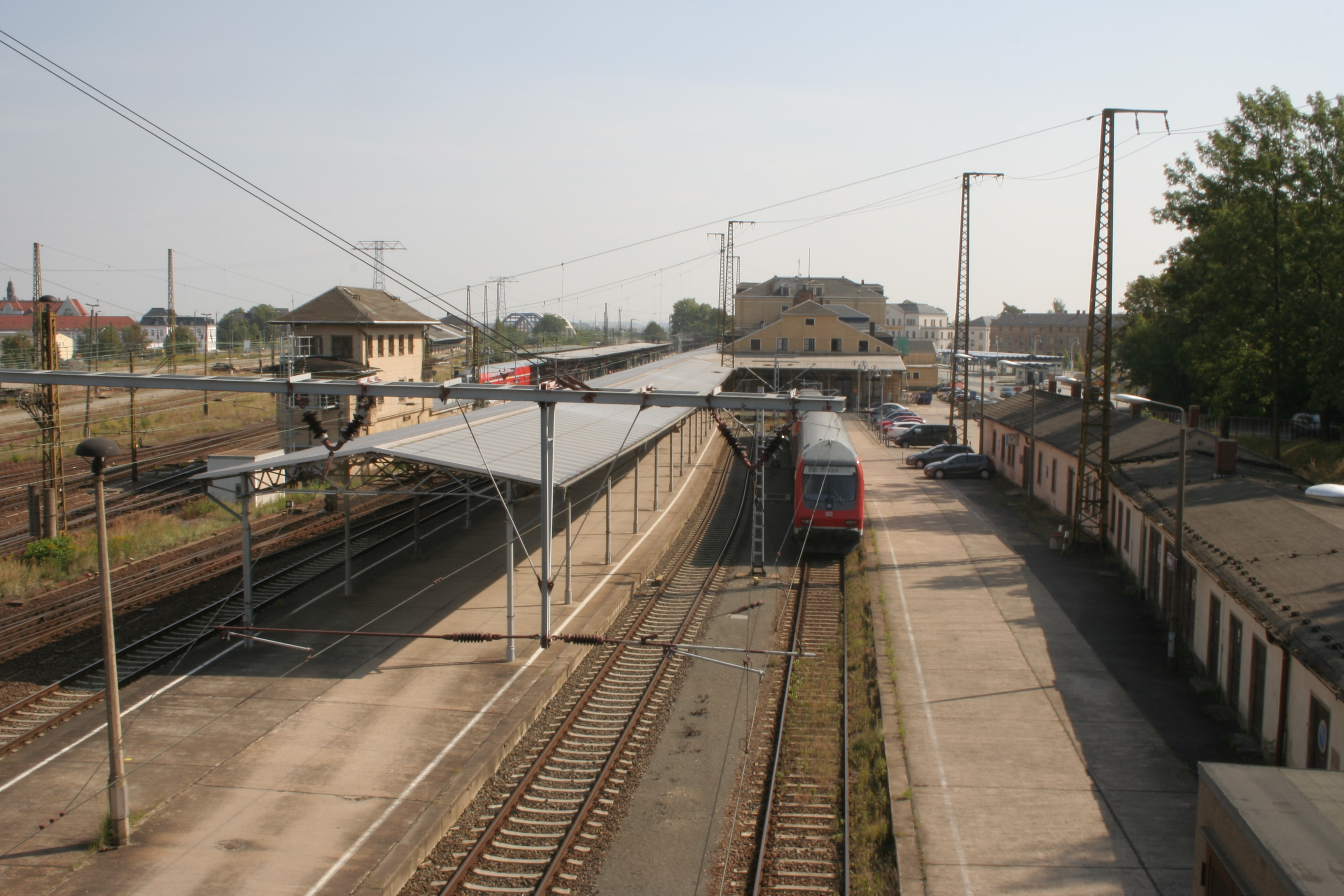
Stumpfgleise an der Westseite des Empfangsgebäudes für den Reiseverkehr nach Chemnitz und Nossen (2012)

Der Personenbahnhof befindet sich zwischen dem Güterbahnhof im Westen und der Elbebrücke im Osten. Er verfügt über fünf Durchgangsgleise (1–5), die alle einen Bahnsteig haben, sowie fünf Kopfgleise (Gleis 64 mit Bahnsteig 6 und Gleis 66 mit Bahnsteig 7 im Westen aus Richtung Chemnitz sowie Gleis 67 mit Bahnsteig 8, Gleis 68 ohne Bahnsteig und Gleis 69 mit Bahnsteig 9 im Osten aus Richtung Dresden kommend). Regelmäßig vom Personenverkehr genutzt werden die Gleise 1–3 sowie 6 und 8.
Am Busbahnhof verkehren mehrere Stadt- und Regionalbuslinien, die von der Verkehrsgesellschaft Meißen (VGM) betrieben werden.

## Reiseverkehr
| Linie                   | Linienverlauf | Takt (min)                                                                 | EVU             |
| ----------------------- | --- | -------------------------------------------------------------------------- | --------------- |
| ICE 50                  | Dresden – Dresden-Neustadt – Riesa – Leipzig – Erfurt – Gotha – Eisenach – Fulda – Frankfurt (Main) – Mainz – Wiesbaden                                                                                    | 120                                                                        | DB Fernverkehr  |
| ICE/IC 55               | Dresden – Riesa – Leipzig – Halle (Saale) – Köthen – Magdeburg – Hannover (– Bielefeld – Dortmund – Wuppertal – Solingen – Köln – Bonn – Mainz – Mannheim – Heidelberg – Karlsruhe / Stuttgart – Tübingen) | 120                                                                        | DB Fernverkehr  |
| IC 56                   | Dresden – Riesa – Leipzig – Bitterfeld – Dessau – Magdeburg – Braunschweig – Hannover – Nienburg – Verden – Bremen – Oldenburg – Leer – Emden                                                              | ein Zug freitags (Oldenburg – Dresden); ein Zug sonntags (Dresden – Emden) | DB Fernverkehr  |
| RE 50                   | Dresden – Radebeul Ost – Priestewitz – Riesa – Oschatz – Wurzen – Leipzig | 060                                                                        | DB Regio Südost |
| RB 45                   | Chemnitz – Mittweida – Döbeln – Riesa (– Elsterwerda) | 060 (120)                                                                  | BOB             |
| Stand 15. Dezember 2024 | |                                                                            |                 |

Zum Jahresfahrplan 2023 (Fahrplanwechsel im Dezember 2022) bekam Riesa einen Halt der europäischen Nachtzugverbindung in Form eines EuroNights von Prag nach Zürich.
| Zugnummern                          | Zugname | Zuglauf                                                                             | Betreiber                                                |
| ----------------------------------- | ------- | ----------------------------------------------------------------------------------- | -------------------------------------------------------- |
| EN 40458 / EC 458 EN 40459 / EC 459 | Canopus | Prag – Dresden – Riesa – Leipzig – Frankfurt (Main) Süd – Mannheim – Basel – Zürich | ÖBB-Personenverkehr (EN); ČD / DB Fernverkehr / SBB (EC) |